# Anaciclosis

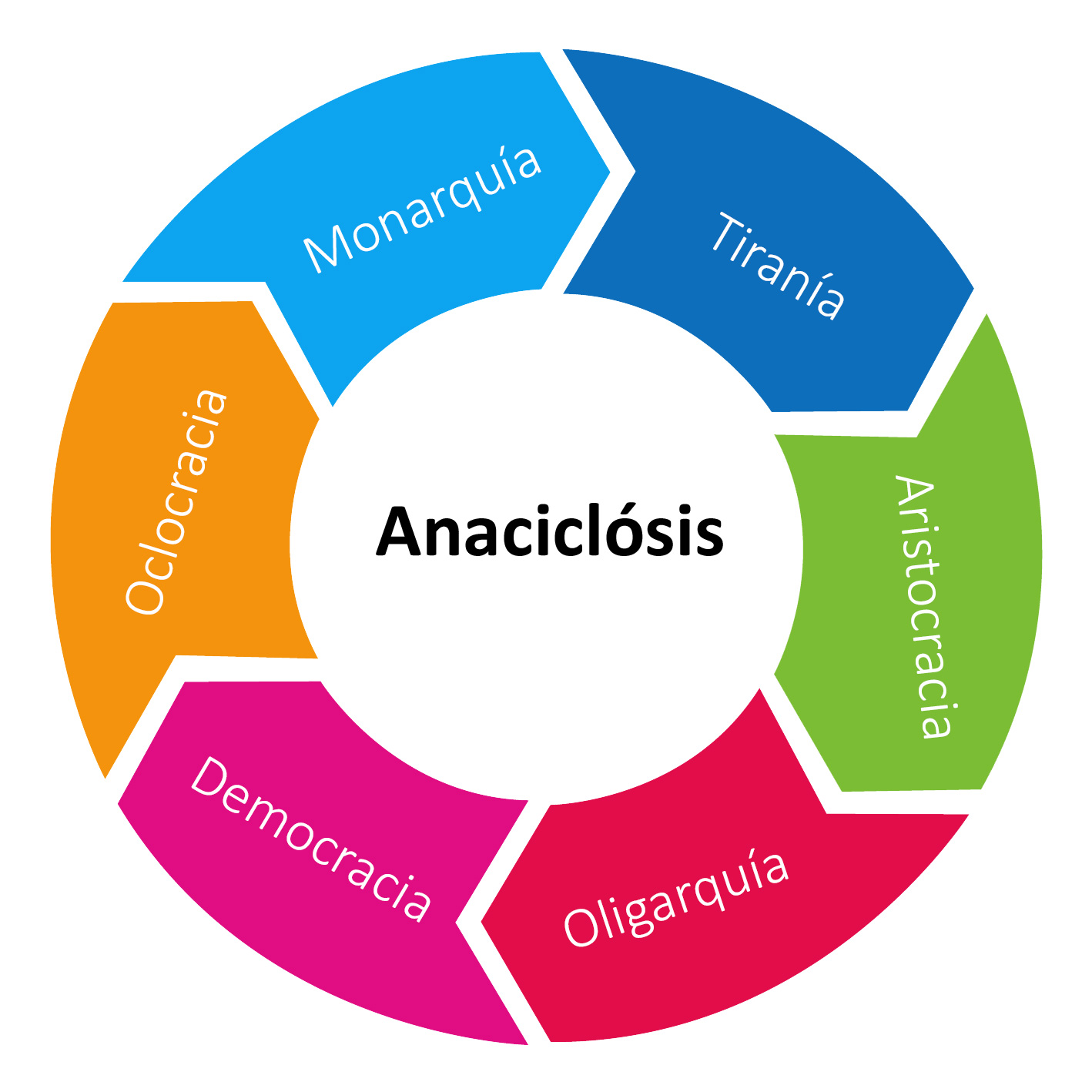
Anaciclosis según la teoría de Polibio

La anaciclosis (anakyklosis, del griego ἀνακύκλωσις) es una teoría que describe una sucesión cíclica de regímenes políticos. Es conocida principalmente por la obra de Polibio. La teoría se basa en la idea de que todo régimen político tiende a degenerarse.

## Ciclo político de Polibio
Polibio identifica seis etapas que se suceden cada vez que un régimen se degenera o entra en crisis: 1. monarquía 2. tiranía 3. aristocracia 4. oligarquía 5. democracia 6. oclocracia. Finalmente la oclocracia entraría en crisis, para dar lugar nuevamente a una monarquía y así comenzar otra vez el ciclo.

## Platón y Polibio
El Libro VIII y el comienzo del Libro IX de La República de Platón describen sucesivamente cuatro formas de ciudades y hombres injustos que corresponden a cuatro grados de corrupción de la justicia, que se enumeran en 544c: timocracia o timarquía, oligarquía, democracia, tiranía .
Polibio describe un ciclo en seis fases que convierte a la monarquía en tiranía, seguida por la aristocracia que se degrada en oligarquía, luego viene la democracia, que intenta remediar la oligarquía, pero oscura, en una sexta fase, en el peor régimen que es la oclocracia (en el siglo XXI análogo al nuevo concepto de populismo, de izquierdas y derechas), donde solo queda esperar al hombre providencial que volverá a la monarquía.

## Análisis modernos
La anaciclosis se evaluó en F. W. Walbank en su A Historical Commentary on Polybius (Oxford, 1957) (véase el Volumen I, Libro VI).
La anaciclosis también fue analizada por G. W. Trompf en La idea de la recurrencia histórica en el pensamiento occidental (Universidad de California, 1979) (véase el Capítulo 1: La anaciclosis polibiana o el ciclo de los gobiernos).
En 2013, The Institute for Anacyclosis, una corporación no partidista y sin fines de lucro, se incorporó para investigar la anaciclosis y las ideas relacionadas. El Instituto de Anaciclosis ha desarrollado un modelo actualizado de anaciclosis basado en la versión clásica de Polibio.
Jean-Claude Milner en su libro Rereading the Revolution (2016) utiliza la anaciclosis para leer la Revolución Francesa y sus consecuencias.

## Otros análisis
Cicerón describe la anaciclosis en su obra filosófica De re publica.
Maquiavelo se refiere a la anaciclosis en el Libro I, Capítulo II en sus Discursos sobre Livio.
Francesco Sansovino describió la anaciclosis como su obra de 1583 Propositioni, Overo Considerationi en Materia di Cose di Stato Sotto Titolo di Avvertimenti, Avvedimenti Civili & Concetti Politici.
John Adams describió la anaciclosis en la Carta XXXI (Ancient Republics, and Opinions of Philosophers) de su obra de 1787 Defensa de las Constituciones de los Estados Unidos.